# Cathie Dunsford

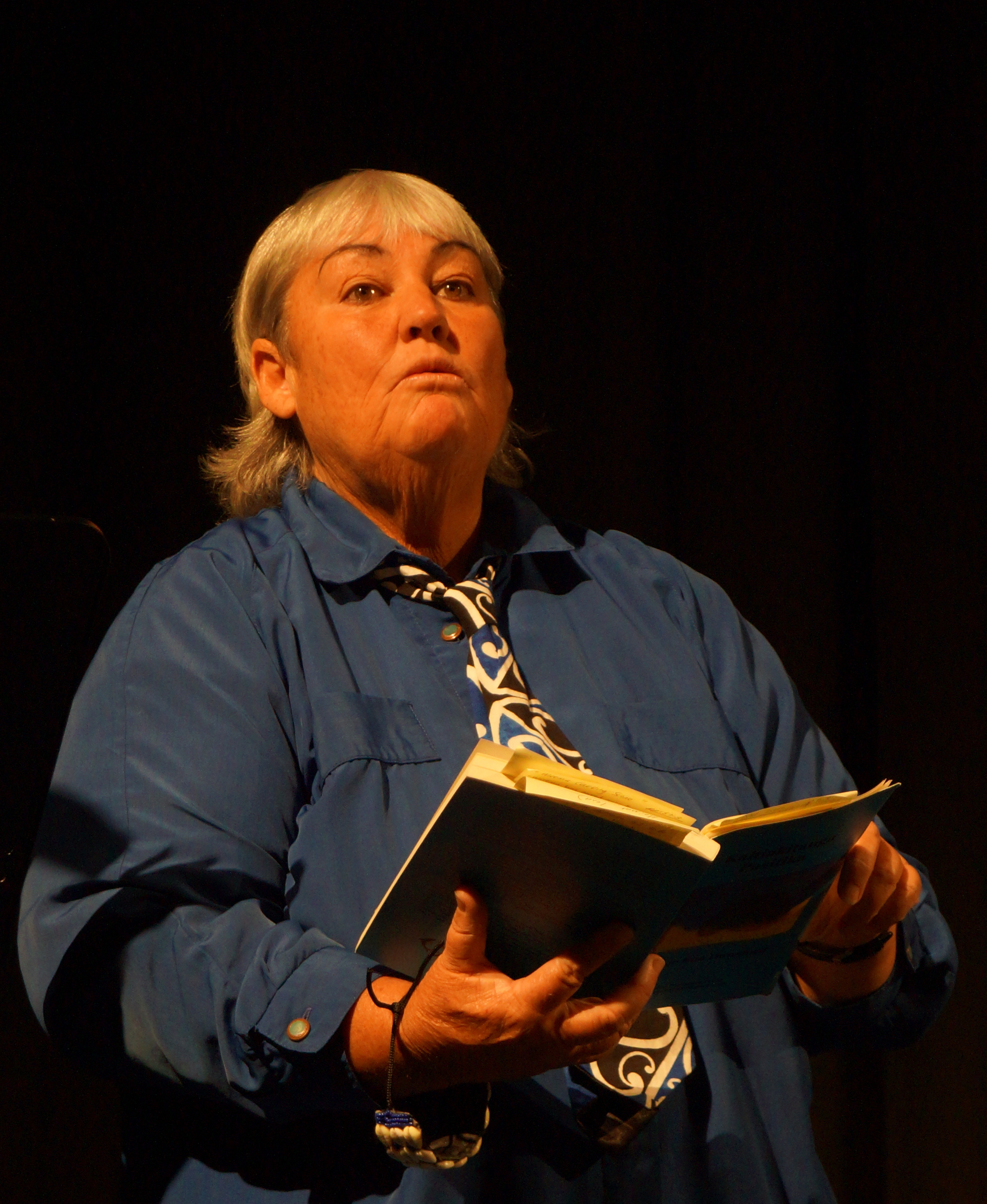
Cathie Koa Dunsford

Cathie Dunsford (geboren 1953 in Auckland/Aotearoa) ist eine neuseeländische Schriftstellerin, Dichterin, Māori-Aktivistin und  Herausgeberin von Anthologien von feministischen und indigenen Werken aus Neuseeland, Australien und den pazifischen Regionen.

## Leben
Cathie Dunsford wuchs in Auckland auf und studierte an der Auckland University, wo sie 1976 zum Thema gotischer Roman promovierte: A Landscape of the Mind: On the Political and Psychological Origins of the Gothic Novel. Von 1983 bis 1986 lehrte sie an der University of California in Berkeley neuseeländische Literatur und Frauenstudien im Rahmen eines Fulbright-Stipendiums. Von 1976 bis 1983 lehrte Dunsford in den Bereichen Literatur, Creative Writing und Publizistik an der Universität Auckland. Von 1987 bis 1989 war sie an der Universität von Kalifornien als freie Redakteurin beschäftigt und leitende Redakteurin von Black Widow Publications. Dunsford war von 1990 bis 1992 Koordinatorin des Matakana Community Scheme in Northland und ab 1987 Direktorin von Dunsford and Associated Publishing Consultants. Dunsford hat in den USA, im Vereinigten Königreich und in Deutschland gelebt.

## Schriftstellerische Laufbahn
Dunsford veröffentlichte zahlreiche Essays und Erzählungen, und ihre thematisch bezogenen Romane zum Ökoaktivismus, insbesondere ihr Fokus auf die indigene Umweltpolitik, verschafften ihr Bekanntheit. 1997 wurde sie zur „Internationalen Frau des Jahres im Verlagswesen“ (Großbritannien/Europa) gewählt. Überdies erhielt sie zwei wichtige Literaturstipendien des Creative New Zealand Arts Council. Sie sprach als Eröffnungsrednerin der Oceanic Conference on Climate Change, South Pacific University Fidschi, über Kaitiakitanga, sitzt im Vorstand des Asia Pacific Writers’ Network und vertritt als International Pacific Writer Artspeak Pasifika.
1987 organisierte sie eine Vortragsreise durch die USA, bei der sie an zahlreichen Universitäten Vorträge über Literatur, Film, Video und Politik der Māori-Kultur und über die der pazifischen Inseln hielt. Von 1990 bis 1995 leitete sie Workshops zum kreativen Schreiben und Publizieren bei Community Arts Councils, Zentren für Weiterbildung, Marae in Galerien und Frauenzentren. In den Jahren 1993 bis 1995 unterrichtete sie ein Bewertungs- und Redaktionsmodul an Neuseelands einzigem Vollzeitkurs für professionelles Verlagswesen am Whitireia Polytech in Wellington. Dunford hat Arbeiten in einer deutschen Ausgabe von Schriften von Māori-Frauen mit dem Titel Nga Uri a Papatuanuku veröffentlicht: The Descendants of the Earth Mother (Die Nachkommen der Erdmutter), Gedichte und Kurzgeschichten von Māori-Schriftstellerinnen. Das Vorwort für die deutschsprachige Ausgabe ihres Cowrie Romans ist Audre Lorde gewidmet, mit der sie eine Freundschaft verband und welche sie beim Schreiben unterstützt hat.

## Werk
Dunsford verfasste mehr als 20 Bücher, die international veröffentlicht wurden. Ihre Cowrie-Serie, welche 1994 erschien, ist in zahlreiche Sprachen übersetzt.
Dunsfords literarisches Werk ist geprägt von politischen Auseinandersetzungen aus der Zeit der 1980er-Jahre, sowohl in Amerika als auch in Neuseeland. Die Hauptfiguren sind oft feministische und homosexuelle Personen. Insbesondere das Aufbrechen struktureller Gewalt, wie Rassismus, Sexismus und Gewalt gegen Frauen, ist in ihrer Serie Cowrie ein gewichtiges Thema. Es geht auch um Selbstbehauptung und Selbstermächtigung der Protagonisten sowie das Hinterfragen von Schönheitsidealen. Dunsford schafft es, diese Themen mit indigenen Geschichten zu kombinieren und einen Bezug auf alte Gottheiten, Landschaften und Ursprünge indigener Kultur herzustellen und zu verknüpfen. So entsteht eine Brücke zwischen traditionellen Riten und modernem indigenem Wissen.
Dunsford begründete mit ihrem Waka Korero-Narrativ ein neues Genre. Ihre zahlreichen internationalen Lesungen gestaltete sie mit alten Waiata (Liedern) und Taonga Puoro (Instrumenten) der Māori zu Performances aus. Sie las bislang auf den Buchmessen in Frankfurt, Leipzig und Istanbul aus ihren Werken. Darüber hinaus ist sie Mitglied des internationalen Vorstands des Asia and Pacific Writers Network.
Für Maori TV drehte Maerita Urale einen Dokumentarfilm über die Autorin, in Deutschland filmte Monika Treut. Außerdem spielt ihr Werk eine Rolle in Ranginui, einem Spielfilm der Māori-Regisseurin Kathleen Gallagher.
Dunsfords Agentur Dunsford Publishing Consultants vertrat bislang 197 junge und preisgekrönte Autorinnen und Autoren aus der Pazifikregion und Afrika.

„Meine Ahnen haben mich gelehrt, dass es nie zu spät ist, sich zu engagieren.“

## Rezensionen
Im Dezember 2004 beschreibt der TRULLA FrauenLesbenKalender Dunsfords Werk Lied der Selkies: „Immer wieder verwebt Cathie Dunsford die Mythen ihrer neuseeländischen Heimat mit denen der schottischen InselbewohnerInnen und anderer alter Kulturen und zeigt verblüffende Ähnlichkeiten auf. Und sie bringt uns eine faszinierende Landschaft und das Meer nahe, wie es nur eine kann, die mit der Natur lebt.“ In der Virginia, einer Zeitschrift für Frauenbuchkritik, vom Oktober 2004 wird Lied der Selkies ebenfalls rezensiert: „Lied der Selkies lässt sich als Reiseführer der Orkneys, als erstklassiger Krimi, als post-moderner Kommentar zu lesbischem Feminismus oder einfach zum Spaß lesen. Es ist ein visionäres Buch und Cathie Dunsford ist eine Autorin, deren Visionen heute beginnen.“
Die Verdener Aller Zeitung vom 20. Juni 2002 schreibt zum Werk Manawa Toa: „In diesem packenden ‚Öko-Thriller’ kombiniert die Autorin fiktive Elemente mit tatsächlichen Personen und belegbaren Geschehnissen … Im Zentrum der Geschichte steht der Widerstand der Menschen gegen die französischen Atomwaffentests im Südpazifik Anfang der 90er Jahre. Damals bildeten mehrere Schiffe der ‚Friedensflotille’ einen Gürtel um das Moruroa-Atoll und protestierten so durch ihre bloße Anwesenheit gegen die dortigen Tests.“

## Werke (Auswahl)
deutschsprachig
- Survivors = Überlebende. Münster Wurf-Verl. 1990, Osnabrück bilingual editions of minority authors 4.
- mit Sigrid Markmann: Nga Uria Papatuanuku Die Nachkommen der Erdmutter: Gedichte und Kurzgeschichten von Māori-Schriftstellerinnen. 1995, ISBN 978-3-86142-045-3.
- Kia Kaha Cowrie. Die Reise nach Hause. Rogner & Bernhard bei Zweitausendeins 1998 Hamburg, ISBN 978-3-8077-0185-1.
- Manawa Toa. übersetzt von Karin Meißenburg, Rogner & Bernhard bei Zweitausendeins 2001 Hamburg, ISBN 978-3-8077-0164-6.
- Lied der Selkies. übersetzt von Karin Meißenburg, Christel Göttert Verlag 2004, ISBN 978-3-922499-71-8.

englischsprachig
- mit Susan Hawthorne: The Exploding Frangipani: Lesbian Writing from Australia and New Zealand. Auckland: New Women’s Press, 1990.
- Subversive acts: new writing by New Zealand women. Penguin Books, 1991 Auckland.
- The Journey Home.  Spinifex Press 1997.
- Ao Toa: Earth Warriors. Spinifex Press 2005.
- Kaitiakitanga Pasifika. Matakana: Global Dialogues Press 2014.